# Union Panamericana
Union Panamericana là một khu tự quản thuộc tỉnh Chocó, Colombia. Thủ phủ của khu tự quản Union Panamericana đóng tại Animas Khu tự quản Union Panamericana có diện tích  ki lô mét vuông. Đến thời điểm ngày 28 tháng 5 năm 2005, khu tự quản Union Panamericana có dân số  người.